# Barytarbes flavoscutellatus
Barytarbes flavoscutellatus är en stekelart som först beskrevs av Thomson 1892.  Barytarbes flavoscutellatus ingår i släktet Barytarbes och familjen brokparasitsteklar. Inga underarter finns listade.